# 현미진
현미진(玄味眞, 1979년 11월 20일 ~ )은 대한민국의 바둑 기사이다. 프로 시절 가족관계는 아버지 현상훈, 어머니 윤선자 여사이며, 남편은 김영삼 9단이다. EBS 바둑교실 진행자, 바둑TV 진행자로 활약했다.

## 약력
- 1995년 : 입단. 허장회 문하. 제2회 보해컵 본선.
- 1999년 : 2단 승단. 제6기 여류국수전, 제1기 여류명인전 본선. 제1회 흥창배 본선.
- 2000년 : 제2기 여류명인전 본선. 제2회 흥창배 본선.
- 2002년 : 제3기 여류명인전 준우승.
- 2003년 : 제5기 여류명인전 본선.
- 2004년 : 3단 승단. 제3회 정관장배 세계여자바둑최강전 한국대표. 김영삼 7단과 결혼(국내 첫 프로기사 부부 탄생).
- 2005년 : 제7기 여류명인전 본선. 제11기 여류국수전 본선.
- 2006년 : 4단 승단
- 2009년 : 제15기 여류국수전 본선
- 2011년 : 5단 승단